# Aljaksandr Iwanouski
Aljaksandr Iwanouski (* 1. Januar 1976) ist ein ehemaliger belarussischer Biathlet.
Aljaksandr Iwanouski erreichte seinen größten Erfolg er bei den Biathlon-Europameisterschaften 1998 in Minsk, als er an der Seite von Igor und Iwan Pesterew sowie Dimitri Schichow mit der Staffel von Belarus die Bronzemedaille hinter den Vertretungen Deutschlands und Norwegens gewann.